# هوندا اینسایت
هوندا اینسایت (به انگلیسی: Honda Insight) خودرویی است که در سال‌های ۱۹۹۹ تا ۲۰۰۶ و ۲۰۰۸ تاکنون در ژاپن تولید شده‌است. طراحی آن موتور جلو-محور جلو بوده است.